# Tšaraoaivi
Tšaraoaivi är en kulle i Finland. Den ligger i Utsjoki kommun i landskapet Lappland, i den norra delen av landet, 1 100 km norr om huvudstaden Helsingfors. Toppen på Tšaraoaivi är 323 meter över havet.
Terrängen runt Tšaraoaivi är huvudsakligen platt.  Trakten runt Tšaraoaivi är nära nog obefolkad, med mindre än två invånare per kvadratkilometer. Det finns inga samhällen i närheten. Omgivningarna runt Tšaraoaivi är i huvudsak ett öppet busklandskap.